# IPhone 3G
Pour un article plus général, voir iPhone.
Pour les articles homonymes, voir iPhone (homonymie).
L'iPhone 3G est un smartphone, modèle de la 2e génération d'iPhone d'Apple. Il succède à l'iPhone 2G et précède l'iPhone 3GS. Il est présenté le 9 juin 2008 lors de l'Apple Worldwide Developers Conference au Moscone Center à San Francisco, Californie.

## Histoire
Le 11 juillet 2008, Apple lance l'iPhone 3G dans vingt-deux pays avec deux options de stockage en 8 Go et en 16 Go. Le modèle en 16 Go est produit en noir et en blanc.
Il est vendu au prix de 199 dollars pour le modèle en 8 Go et de 299 dollars pour le modèle en 16 GB. Après la sortie de son successeur, le smartphone est resté en vente mais son prix est réduit. Il passe à 99 dollars et nécessite un contrat de deux ans. Il est disponible en noir avec 8 Go de stockage et est livré avec le nouveau système d'exploitation iPhone OS 3.

## Logiciel
Les utilisateurs du smartphone ont reçu la mise à jour iPhone OS 3, qui introduit la fonction MMS, le copier-coller, la prise en charge du mode paysage pour certaines applications, la prise en charge du Bluetooth et d'autres améliorations.

## Composition

### Écran
Son écran est un écran TFT Multi-touch de 3,5 pouces avec une définition de 320 × 480 pixels. Il est doté d'un revêtement oléophobe résistant aux traces de doigts.

### Appareil photo
Il possède un appareil photo à l'arrière de 2 MP.

### Processeur et mémoire
Comme son prédécesseur, le smartphone est équipé d'un processeur ARM-11, et un processeur graphique PowerVR MBX Lite.
Les options de stockages sont de 8 Go et 16 Go.

## Connectivité
Il est doté de la fonction Bluetooth 2.0 et utilise un connecteur dock 30 broches.

## Conception
Ses dimensions sont de 62,1 mm de largeur, 115,5 mm de hauteur et 12,3 mm d'épaisseur.
Il est disponible en deux coloris, noir et blanc.

## Fin de commercialisation
Le 7 juin 2010, l’iPhone 3G n’est officiellement plus produit par Apple.

## Impact environnemental
Selon leur propre rapport, Apple estime que l'iPhone 3G émet 55 kg de CO2 sur l'ensemble de son cycle de vie. Ces émissions se répartissent à 45 % pour la production, 5 % le transport, 49 % l'utilisation et 1 % la fin de vie.